# Bent Jensen (rotræner)
 Der er flere personer med dette navn, se Bent Jensen.
Bent Jensen (7. januar 1948 – 9. december 2008) var en dansk rotræner, som primært var kendt som Guldfirerens træner.
Bent Jensens trænerkarriere varede mere end 30 år, og han blev betragtet som en af de verdens førende trænere inden for letvægtsroning. Han var tilknyttet Danmarks Rocenter i perioden 1989-2005 og sikrede i den periode i alt 24 OL- og VM-medaljer til danske både. Hans største succes var den danske letvægtsfirer, som han coachede til to olympiske guldmedaljer (1996 og 2004), en olympisk bronzemedalje (2000) samt otte VM-medaljer (seks guld og to sølv) i perioden 1994-2003 – resultater som gav båden kælenavnet Guldfireren.
I 2006 blev Jensen træner for Canadas rolandshold, og allerede to år senere førte han den canadiske letvægtsfirer til en bronzemedalje ved OL i Beijing. På trods af fremskreden kræft i bugspytkirtlen var han til stede i Beijing for at støtte sit mandskab under OL.
I 1998 blev Bent Jensen kåret til årets træner af det internationale roforbund (FISA), og i 2003 kårede dagbladet B.T. ham til "Årets sportscoach i Danmark".